# Cho-haeng
Cho-haeng (초행, comercialitzada internacionalment amb el títol anglès The First Lap) és una pel·lícula dramàtica de Corea del Sud del 2017, escrita, dirigida i editada per Kim Dae-hwan. Va fer la seva estrena internacional a la Competició Cineastes del Present al 70è Festival Internacional de Cinema de Locarno i va guanyar el millor director emergent i va rebre una menció especial als premis del jurat júnior. Ha estat subtitulada al català.

## Sinopsi
Ji-young (Kim Sae-byuk) i Soo-hyun (Cho Hyun-chul) fa sis anys que viuen junts. Ara, han de fer front a un embaràs no planificat i també a la pressió de les seves famílies per casar-se.

## Repartiment
- Kim Sae-byuk com Ji-young
- Cho Hyun-chul com Soo-hyun
- Gi Ju-bong com pare de Ji-young
- Jo Kyung-sook com mare de Ji-young
- Jung Do-won com Min-hyuk
- Moon Chang-gil com pare de Soo-hyun
- Gil Hae-yeon com mare de Soo-hyun

## Premis i nominacions
| Any  | Premi                                             | Categoria                            | Receptor     | Resultat        |
| ---- | ------------------------------------------------- | ------------------------------------ | ------------ | --------------- |
| 2017 | 70è Festival Internacional de Cinema de Locarno   | Millor director emergent             | Kim Dae-hwan | Guanyador       |
| 2017 | 70è Festival Internacional de Cinema de Locarno   | Premi del Jurat Júnior               | Cho-haeng    | Menció especial |
| 2017 | Festival Internacional de Cinema de Mar del Plata | Astor de Plata al millor guió        | Kim Dae-hwan | Guanyador       |
| 2018 | Asian Film Festival Barcelona                     | Millor pel·lícula Secció Discoveries | Cho-haeng    | Guanyador       |